# Ведёрная лавка
Ведёрная лавка — заведение мелкооптовой торговли спиртным в Российской империи. Появились по итогам принятия закона 1885 года.
Основная задача — продажа алкогольных напитков в винные лавки и конечным потребителям.
Подобно оптовым складам, ведёрным лавкам было разрешено производить очистку вина и спирта «холодным способом». Торговля была разрешена лишь алкогольными напитками, изготовленными в России, при этом отпуск спирта, вина и водочных изделий разрешался в количестве не менее 1/4 ведра (около 3 литров), допускалось применение неопечатанной посуды. Минимальный продаваемый объём других крепких напитков не ограничивался.